# Třída Hacujuki
Třída Hacujuki je třída univerzálních raketových torpédoborců Japonských námořních sil sebeobrany. Skládá se z celkem dvanácti jednotek postavených v letech 1979–1987. Vyřazeny byly v letech 2010–2021.

## Stavba
Jednotky třídy Hacujuki:
| Jméno             | Založení kýlu     | Spuštěna          | Vstup do služby    | Status                                                             |
| ----------------- | ----------------- | ----------------- | ------------------ | ------------------------------------------------------------------ |
| Hacujuki (DD-122) | 14. března 1979   | 7. listopadu 1980 | 23. března 1982    | vyřazen 25. června 2010                                            |
| Širajuki (DD-123) | 3. prosince 1979  | 4. srpna 1981     | 8. února 1983      | od 16. března 2011 cvičná loď (TV-3517), vyřazen 27. dubna 2016    |
| Minejuki (DD-124) | 7. května 1981    | 19. října 1982    | 26. ledna 1984     | vyřazen 7. března 2013                                             |
| Sawajuki (DD-125) | 22. dubna 1981    | 21. června 1982   | 15. února 1984     | vyřazen 1. dubna 2013                                              |
| Hamajuki (DD-126) | 4. února 1981     | 27. května 1982   | 18. listopadu 1983 | vyřazen 14. března 2012                                            |
| Isojuki (DD-127)  | 23. ledna 1982    | 19. září 1983     | 23. ledna 1985     | vyřazen 13. března 2014                                            |
| Harujuki (DD-128) | 11. března 1982   | 6. září 1983      | 14. března 1985    | vyřazen 13. března 2014                                            |
| Jamajuki (DD-129) | 25. února 1983    | 10. července 1984 | 3. prosince 1985   | od 27. dubna 2016 cvičná loď (TV-3519), vyřazen 19. března 2020    |
| Macujuki (DD-130) | 7. dubna 1983     | 25. října 1984    | 19. března 1986    | vyřazen 7. dubna 2021                                              |
| Setojuki (DD-131) | 16. ledna 1984    | 3. července 1985  | 11. prosince 1986  | od 14. března 2012 cvičná loď (TV-3518), vyřazen 24. prosince 2021 |
| Asajuki (DD-132)  | 22. prosince 1983 | 16. října 1985    | 20. února 1987     | vyřazen 16. listopadu 2020                                         |
| Šimajuki (DD-133) | 8. května 1984    | 29. ledna 1986    | 7. února 1987      | od 18. března 1999 cvičná loď (TV-3513), vyřazen 19. března 2021   |

## Konstrukce

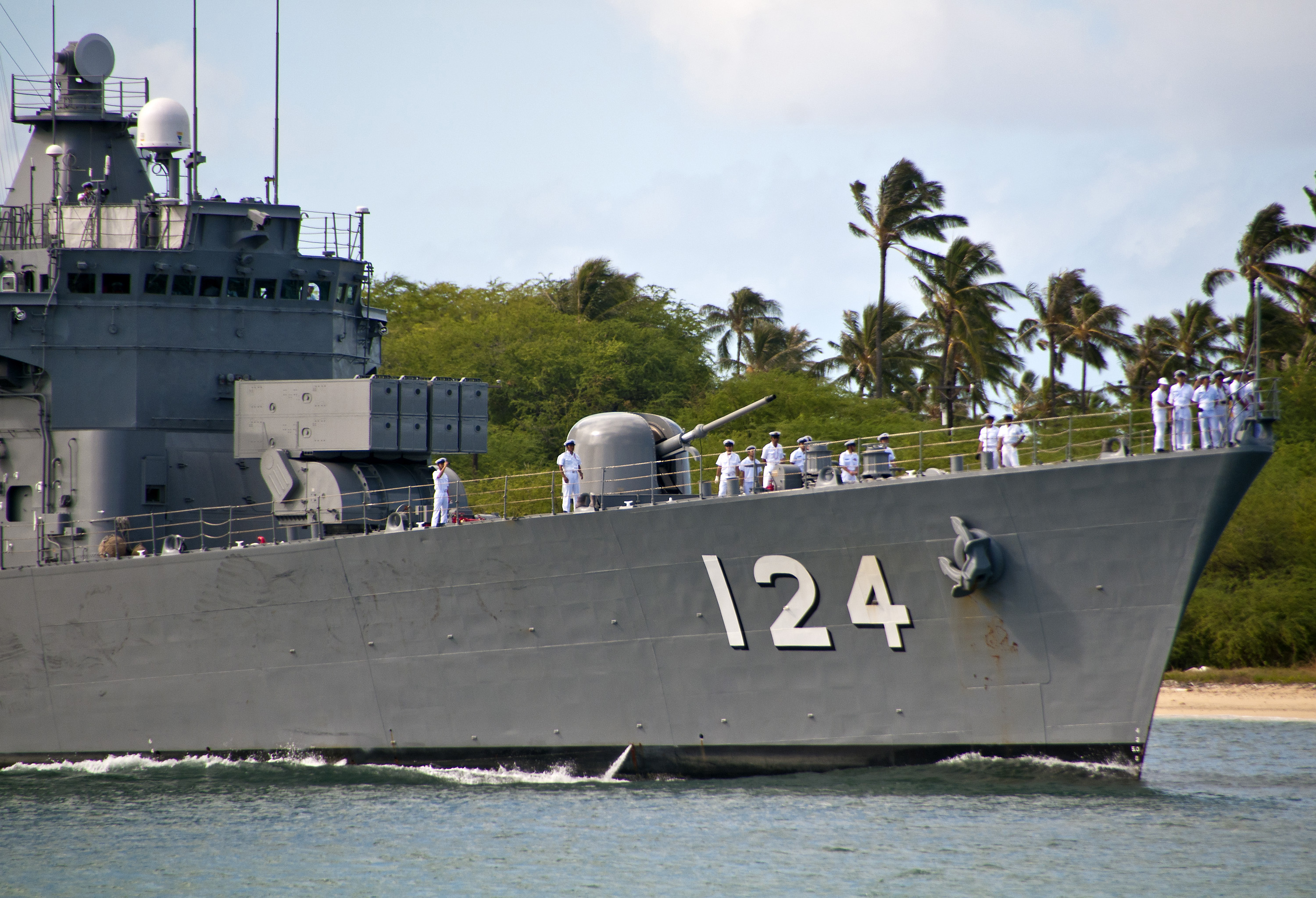
Minejuki (DD-124)

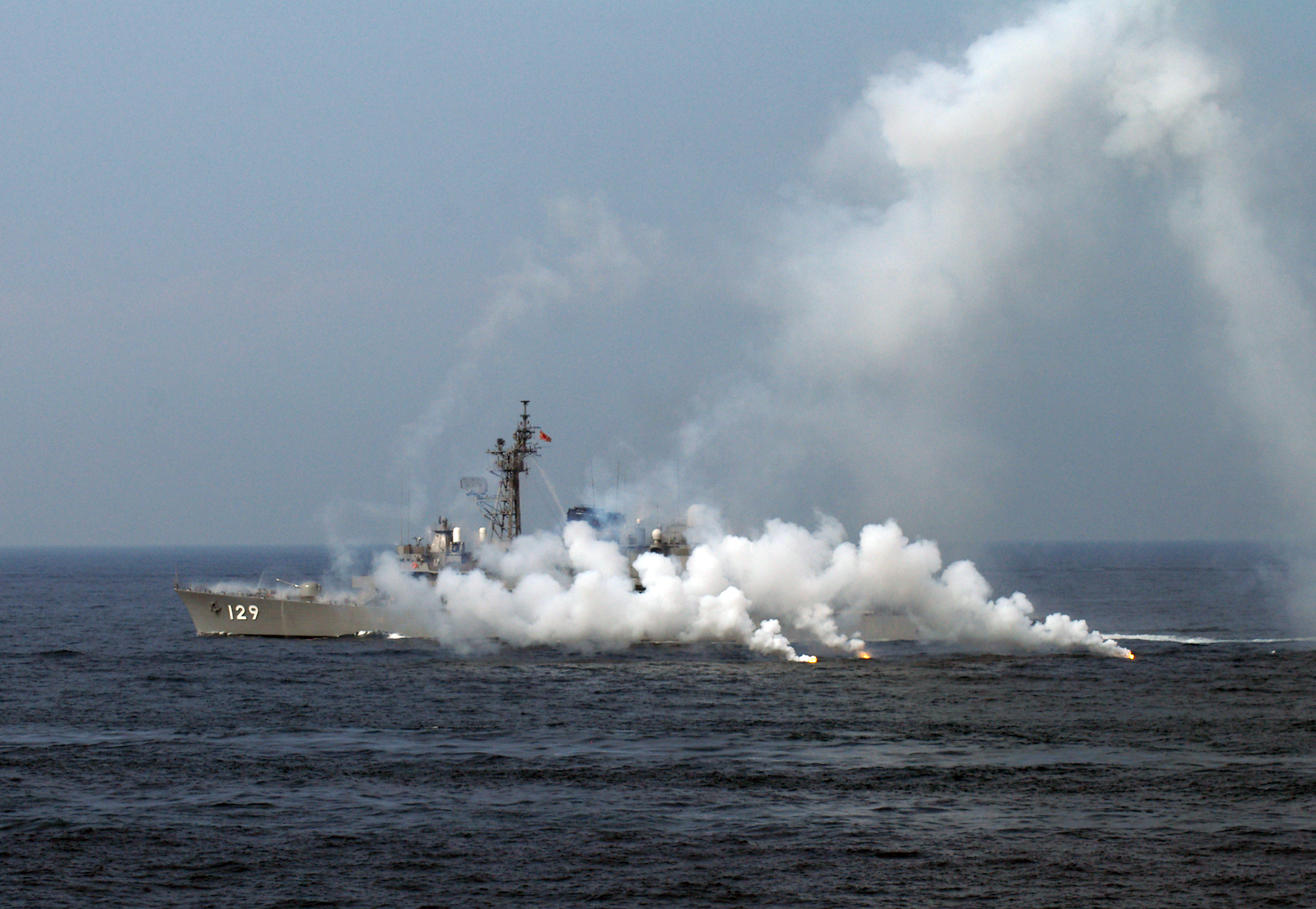
Jamajuki (DD-129) po vypuštění klamných cílů

Hlavňovou výzbroj torpédoborců tvoří jeden 76mm kanón OTO Melara, umístěný v příďové dělové věži. Mezi touto věží a můstkem se nachází osminásobné vypouštěcí zařízení raketových torpéd ASROC. Ta ve výzbroji lodí doplňují dva tříhlavňové 324mm protiponorkové torpédomety. Protilodní výzbroj představuje osm protilodních střel Harpoon, umístěných po obou stranách komína. Protiletadlovou výzbroj tvoří osminásobné vypouštěcí zařízení střel RIM-7 Sea Sparrow. Blízkou obranu proti letadlům a protilodním střelám zajišťují dva systémy Phalanx CIWS. Torpédoborce rovněž nesou jeden těžký protiponorkový vrtulník. Pro jeho uskladnění je na palubě hangár.
Pohonný systém je koncepce COGOG. Pro plavbu ekonomickou rychlostí slouží dvě plynové turbíny Rolls-Royce Tyne RM-1C, zatímco v bojové situaci lodě pohání dvě plynové turbíny Rolls-Royce Olympus TM3B. Nejvyšší rychlost lodí dosahuje třicet uzlů. Cestovní rychlost je osmnáct uzlů.